# Vermiglio (film)
Vermiglio is een Italiaans-Frans-Belgische dramafilm uit 2024, geschreven en geregisseerd door Maura Delpero. De hoofdrollen worden vertolkt door Giuseppe De Domenico en Tommaso Ragno.

## Verhaal
Pietro, een jonge deserteur, arriveert in 1944 in een klein bergdorpje in Trentino, Noord-Italië. Hij belandt in het gezin van de plaatselijke onderwijzer en zijn liefde voor de oudste dochter van de onderwijzer zal ieders leven veranderen.

## Rolverdeling
| Acteur                    | Personage |
| ------------------------- | --------- |
| Giuseppe De Domenico      | Pietro    |
| Tommaso Ragno             |           |
| Roberta Rovelli           |           |
| Martina Scrinzi           |           |
| Orietta Notari            |           |
| Carlotta Gamba            |           |
| Santiago Fondevila Sancet |           |
| Rachele Potrich           |           |
| Anna Thaler               |           |
| Patrick Gardner           |           |
| Enrico Panizza            |           |
| Luis Thaler               |           |
| Simone Bendetti           |           |

## Productie
Vermiglio wordt geproduceerd door Cinedora (Italië), Charades Porductions (Frankrijk) en Versus Production (België). In september 2023 werd bekendgemaakt dat Giuseppe De Domenico de hoofdrol zou vertolken in de tweede speelfilm van Maura Delpero.

### Filmopnames
De filmopnames gingen van start op 28 augustus 2023 en werden in december afgerond. De film werd opgenomen tussen de steden Vermiglio, Carciato en Comasine in de regio Trentino-Zuid-Tirol.

## Release en ontvangst
Vermiglio ging op 2 september 2024 in première op het Filmfestival van Venetië in de competitie voor de Gouden Leeuw. De film werd geselecteerd als Italiaanse inzending voor de beste niet-Engelstalige film voor de 97ste Oscaruitreiking.

## Prijzen en nominaties
De belangrijkste:
| Jaar | Prijs                    | Categorie                        | Genomineerde(n)               | Uitslag     |
| ---- | ------------------------ | -------------------------------- | ----------------------------- | ----------- |
| 2025 | Golden Globe Award       | Beste film – niet-Engelstalig    | Beste film – niet-Engelstalig | Genomineerd |
| 2024 | Europese filmprijzen     | Beste film                       | Beste film                    | Genomineerd |
| 2024 | Europese filmprijzen     | Beste regisseur                  | Maura Delpero                 | Genomineerd |
| 2024 | Filmfestival van Venetië | Gouden Leeuw                     | Maura Delpero                 | Genomineerd |
| 2024 | Filmfestival van Venetië | Zilveren Leeuw - Grote Juryprijs | Maura Delpero                 | Gewonnen    |